# Pieśni szczęścia
Pieśni szczęścia – dwupłytowy album Piotra Rubika, wydawnictwo ukazało się 13 listopada w wersji cyfrowej, a 20 listopada 2015 roku w formacie CD nakładem wytwórni Universal Music Polska. 
Autorem libretta jest Zbigniew Książek, a muzykę skomponował Piotr Rubik. Warstwę wokalną stanowią: Agnieszka Przekupień, Ewa Prus, Marcin Januszkiewicz i Mateusz Bieryt. 
Utworem promującym płytę jest singel „Miłość to słowa dwa”.

## Informacje o wydawnictwie
Płyta został zarejestrowana podczas koncertu symfonicznego, który odbył się 26 września 2015 roku w Amfiteatrze Kadzielnia w Kielcach. Dyrygentem był Piotr Rubik, wystąpili soliści: Agnieszka Przekupień, Ewa Prus, Marcin Januszkiewicz i Mateusz Bieryt, rolę narratora objął Zbigniew Książek. Wystąpił Chór Teatru Muzycznego w Lublinie, Wrocławski Chór Akademicki oraz Orkiestra Filharmonii Świętokrzyskiej.
Album Pieśni szczęścia opowiada o wrażliwości, pięknie, umiejętności odczuwania, prawości oraz miłości.

## Wydanie
Album został wydany 20 listopada 2015 w Polsce przez wytwórnię Universal Music Polska (format CD). Patronat nad wydawnictwem objęli: TVN, muzodajnia.pl, All About Music, Metromedia, Super Express, se.pl, Onet.pl, Jedynka

## Strona wizualna
Opakowanie płyty zostało wykonane w formie klasycznej, dołączona została książeczka w której na poszczególnych stronach, na tle graficznym autorstwa Marleny Stawarz, umieszczono teksty piosenek. Projekt loga koncertowego wykonał Maciej Książek.

## Pozycja na liście sprzedaży
| Kraj   | Lista sprzedaży (2015)    | Najwyższa pozycja |
| ------ | ------------------------- | ----------------- |
| Polska | Oficjalna Lista Sprzedaży | 39                |

## Lista utworów
| CD 1 | CD 1                                                                        | CD 1             | CD 1        | CD 1    |
| Nr   | Tytuł utworu                                                                | Słowa            | Muzyka      | Długość |
| ---- | --------------------------------------------------------------------------- | ---------------- | ----------- | ------- |
| 1.   | „Uwertura”                                                                  |                  | Piotr Rubik | 3:13    |
| 2.   | „Piosenka ze złotymi włosami” (śpiew: Mateusz Bieryt)                       | Zbigniew Książek | Piotr Rubik | 4:06    |
| 3.   | „Bukolika ze skowronkiem” (śpiew: wszyscy soliści)                          | Zbigniew Książek | Piotr Rubik | 4:42    |
| 4.   | „Uśmiechem dni ozdobić” (śpiew: Marcin Januszkiewicz)                       | Zbigniew Książek | Piotr Rubik | 6:17    |
| 5.   | „Miłość to słowa dwa” (śpiew: Agnieszka Przekupień i Marcin Januszkiewicz)  | Zbigniew Książek | Piotr Rubik | 3:16    |
| 6.   | „Na rynku Anioł” (śpiew: wszyscy soliści)                                   | Zbigniew Książek | Piotr Rubik | 3:18    |
| 7.   | „Piosenka z wichrów i przestworzy” (śpiew: Agnieszka Przekupień i Ewa Prus) | Zbigniew Książek | Piotr Rubik | 4:02    |
| 8.   | „Jeszcze nie jest tak źle” (śpiew: Marcin Januszkiewicz i Mateusz Bieryt)   | Zbigniew Książek | Piotr Rubik | 4:16    |
| 9.   | „Czarodziej życia” (śpiew: Agnieszka Przekupień)                            | Zbigniew Książek | Piotr Rubik | 3:34    |
|      |                                                                             |                  |             | 36:44   |

| CD 2 | CD 2                                                                       | CD 2             | CD 2        | CD 2    |
| Nr   | Tytuł utworu                                                               | Słowa            | Muzyka      | Długość |
| ---- | -------------------------------------------------------------------------- | ---------------- | ----------- | ------- |
| 1.   | „Sprawy ważne” (śpiew: wszyscy soliści)                                    | Zbigniew Książek | Piotr Rubik | 4:05    |
| 2.   | „Nasz czereśniowy ślub” (śpiew: Ewa Prus i Marcin Januszkiewicz)           | Zbigniew Książek | Piotr Rubik | 4:20    |
| 3.   | „Gdy góry przeskoczyć chcę” (śpiew: Mateusz Bieryt)                        | Zbigniew Książek | Piotr Rubik | 3:20    |
| 4.   | „Zdrada” (śpiew: Ewa Prus)                                                 | Zbigniew Książek | Piotr Rubik | 4:24    |
| 5.   | „Telefonów krzyk od rana” (śpiew: Ewa Prus i Mateusz Bieryt)               | Zbigniew Książek | Piotr Rubik | 4:54    |
| 6.   | „Rogaliki z masłem dwa” (śpiew: Agnieszka Przekupień i Mateusz Bieryt)     | Zbigniew Książek | Piotr Rubik | 4:20    |
| 7.   | „Razem się zestarzeć” (śpiew: Ewa Prus)                                    | Zbigniew Książek | Piotr Rubik | 3:59    |
| 8.   | „Noc podzielona przez dwa” (śpiew: Marcin Januszkiewicz)                   | Zbigniew Książek | Piotr Rubik | 5:11    |
| 9.   | „Każdym uśmiechem się zachwycić” (śpiew: wszyscy soliści)                  | Zbigniew Książek | Piotr Rubik | 5:43    |
| 10.  | „Miłość to słowa dwa” (śpiew: Agnieszka Przekupień i Marcin Januszkiewicz) | Zbigniew Książek | Piotr Rubik | 3:00    |
|      |                                                                            |                  |             | 43:16   |

## Kompozytor o albumie
Wydaje mi się, że są to bardzo przebojowe piosenki. Myślę, że ci, którzy tęsknią za dawnymi czasami Tu Es Petrus i Psałterza Wrześniowego docenią ten swego rodzaju powrót do korzeni, mojego tradycyjnego brzmienia. 
Gdyby kosmici zaczęli oglądać naszą, ziemską telewizję, słuchać radia, czytać prasę czy zaglądać do Internetu, musieliby stwierdzić, że wylądowali w na jakiejś szalonej planecie. Czy z życia ludzi zniknęło szczęście piękno, dobra wola, przyjaźń i ten odróżniający ludzi od zwierząt głęboki humanizm? Bycie człowiekiem to wielkie wyróżnienie na tle kosmosu, to wielka wiedza, z której oduczyliśmy się czerpać. Dostaliśmy w prezencie, my ludzie, dar zarezerwowany dla Absolutu – potrafimy stwarzać życie. Dziewczyna i chłopak, dzięki miłości, rodzą z siebie samych nowego człowieka, nowe istnienie. Nie ma większego cudu we wszechświecie.